# Самбірські близнюки (шахи)
Самбірські близнюки — ідея утворення близнюків у шаховій композиції в такий спосіб: кожна нова позиція утворюється шляхом перестановки чорного короля на поле, з якого йому було оголошено мат. Крім початкової позиції повинно утворюватись іще, як мінімум, два близнюки.

## Історія
Цей спосіб утворення близнюків запропонували у 2016 році шахові композитори — Мітюшин Анатолій Анатолійович (15.05.1960) і Залокоцький Роман Федорович (03.05.1940).
Перший близнюк має певне рішення. Щоб пройшло утворення нового близнюка в запропонований спосіб, потрібно переставити чорного короля на поле, з якого оголошувався мат. Наступний близнюк повинен утворюватись шляхом перестановки чорного короля на поле, з якого було оголошено мат вже у цьому близнюку. В результаті повинно бути, щонайменше три близнюки — два утворених близнюки і початкова позиція.
Цей спосіб утворення близнюків дістав назву — самбірські близнюки, в честь Самбірського регіону Львівської області України, в якому проживають проблемісти. Ці близнюки відносяться до ідеальних близнюків. Є кілька форм вираження самбірських близнюків.

## Циклічна форма
Для вираження циклічної форми необхідно щоб з початкової позиції утворювалось мінімум ще два близнюки, причому в останньому близнюку мат оголошується з поля, з якого переставили чорного короля для утворення першого близнюка.
|   | a | b | c | d | e | f | g | h |   |
| 8 | a8 білий кінь · c8 чорний кінь · d8 білий кінь · a7 чорний пішак · f7 білий король · a6 чорний король · e6 чорний пішак · h6 чорний слон · b5 чорний кінь · e5 білий пішак · b4 чорна тура · c4 чорний слон · e4 білий пішак | a8 білий кінь · c8 чорний кінь · d8 білий кінь · a7 чорний пішак · f7 білий король · a6 чорний король · e6 чорний пішак · h6 чорний слон · b5 чорний кінь · e5 білий пішак · b4 чорна тура · c4 чорний слон · e4 білий пішак | a8 білий кінь · c8 чорний кінь · d8 білий кінь · a7 чорний пішак · f7 білий король · a6 чорний король · e6 чорний пішак · h6 чорний слон · b5 чорний кінь · e5 білий пішак · b4 чорна тура · c4 чорний слон · e4 білий пішак | a8 білий кінь · c8 чорний кінь · d8 білий кінь · a7 чорний пішак · f7 білий король · a6 чорний король · e6 чорний пішак · h6 чорний слон · b5 чорний кінь · e5 білий пішак · b4 чорна тура · c4 чорний слон · e4 білий пішак | a8 білий кінь · c8 чорний кінь · d8 білий кінь · a7 чорний пішак · f7 білий король · a6 чорний король · e6 чорний пішак · h6 чорний слон · b5 чорний кінь · e5 білий пішак · b4 чорна тура · c4 чорний слон · e4 білий пішак | a8 білий кінь · c8 чорний кінь · d8 білий кінь · a7 чорний пішак · f7 білий король · a6 чорний король · e6 чорний пішак · h6 чорний слон · b5 чорний кінь · e5 білий пішак · b4 чорна тура · c4 чорний слон · e4 білий пішак | a8 білий кінь · c8 чорний кінь · d8 білий кінь · a7 чорний пішак · f7 білий король · a6 чорний король · e6 чорний пішак · h6 чорний слон · b5 чорний кінь · e5 білий пішак · b4 чорна тура · c4 чорний слон · e4 білий пішак | a8 білий кінь · c8 чорний кінь · d8 білий кінь · a7 чорний пішак · f7 білий король · a6 чорний король · e6 чорний пішак · h6 чорний слон · b5 чорний кінь · e5 білий пішак · b4 чорна тура · c4 чорний слон · e4 білий пішак | 8 |
| 7 | a8 білий кінь · c8 чорний кінь · d8 білий кінь · a7 чорний пішак · f7 білий король · a6 чорний король · e6 чорний пішак · h6 чорний слон · b5 чорний кінь · e5 білий пішак · b4 чорна тура · c4 чорний слон · e4 білий пішак | a8 білий кінь · c8 чорний кінь · d8 білий кінь · a7 чорний пішак · f7 білий король · a6 чорний король · e6 чорний пішак · h6 чорний слон · b5 чорний кінь · e5 білий пішак · b4 чорна тура · c4 чорний слон · e4 білий пішак | a8 білий кінь · c8 чорний кінь · d8 білий кінь · a7 чорний пішак · f7 білий король · a6 чорний король · e6 чорний пішак · h6 чорний слон · b5 чорний кінь · e5 білий пішак · b4 чорна тура · c4 чорний слон · e4 білий пішак | a8 білий кінь · c8 чорний кінь · d8 білий кінь · a7 чорний пішак · f7 білий король · a6 чорний король · e6 чорний пішак · h6 чорний слон · b5 чорний кінь · e5 білий пішак · b4 чорна тура · c4 чорний слон · e4 білий пішак | a8 білий кінь · c8 чорний кінь · d8 білий кінь · a7 чорний пішак · f7 білий король · a6 чорний король · e6 чорний пішак · h6 чорний слон · b5 чорний кінь · e5 білий пішак · b4 чорна тура · c4 чорний слон · e4 білий пішак | a8 білий кінь · c8 чорний кінь · d8 білий кінь · a7 чорний пішак · f7 білий король · a6 чорний король · e6 чорний пішак · h6 чорний слон · b5 чорний кінь · e5 білий пішак · b4 чорна тура · c4 чорний слон · e4 білий пішак | a8 білий кінь · c8 чорний кінь · d8 білий кінь · a7 чорний пішак · f7 білий король · a6 чорний король · e6 чорний пішак · h6 чорний слон · b5 чорний кінь · e5 білий пішак · b4 чорна тура · c4 чорний слон · e4 білий пішак | a8 білий кінь · c8 чорний кінь · d8 білий кінь · a7 чорний пішак · f7 білий король · a6 чорний король · e6 чорний пішак · h6 чорний слон · b5 чорний кінь · e5 білий пішак · b4 чорна тура · c4 чорний слон · e4 білий пішак | 7 |
| 6 | a8 білий кінь · c8 чорний кінь · d8 білий кінь · a7 чорний пішак · f7 білий король · a6 чорний король · e6 чорний пішак · h6 чорний слон · b5 чорний кінь · e5 білий пішак · b4 чорна тура · c4 чорний слон · e4 білий пішак | a8 білий кінь · c8 чорний кінь · d8 білий кінь · a7 чорний пішак · f7 білий король · a6 чорний король · e6 чорний пішак · h6 чорний слон · b5 чорний кінь · e5 білий пішак · b4 чорна тура · c4 чорний слон · e4 білий пішак | a8 білий кінь · c8 чорний кінь · d8 білий кінь · a7 чорний пішак · f7 білий король · a6 чорний король · e6 чорний пішак · h6 чорний слон · b5 чорний кінь · e5 білий пішак · b4 чорна тура · c4 чорний слон · e4 білий пішак | a8 білий кінь · c8 чорний кінь · d8 білий кінь · a7 чорний пішак · f7 білий король · a6 чорний король · e6 чорний пішак · h6 чорний слон · b5 чорний кінь · e5 білий пішак · b4 чорна тура · c4 чорний слон · e4 білий пішак | a8 білий кінь · c8 чорний кінь · d8 білий кінь · a7 чорний пішак · f7 білий король · a6 чорний король · e6 чорний пішак · h6 чорний слон · b5 чорний кінь · e5 білий пішак · b4 чорна тура · c4 чорний слон · e4 білий пішак | a8 білий кінь · c8 чорний кінь · d8 білий кінь · a7 чорний пішак · f7 білий король · a6 чорний король · e6 чорний пішак · h6 чорний слон · b5 чорний кінь · e5 білий пішак · b4 чорна тура · c4 чорний слон · e4 білий пішак | a8 білий кінь · c8 чорний кінь · d8 білий кінь · a7 чорний пішак · f7 білий король · a6 чорний король · e6 чорний пішак · h6 чорний слон · b5 чорний кінь · e5 білий пішак · b4 чорна тура · c4 чорний слон · e4 білий пішак | a8 білий кінь · c8 чорний кінь · d8 білий кінь · a7 чорний пішак · f7 білий король · a6 чорний король · e6 чорний пішак · h6 чорний слон · b5 чорний кінь · e5 білий пішак · b4 чорна тура · c4 чорний слон · e4 білий пішак | 6 |
| 5 | a8 білий кінь · c8 чорний кінь · d8 білий кінь · a7 чорний пішак · f7 білий король · a6 чорний король · e6 чорний пішак · h6 чорний слон · b5 чорний кінь · e5 білий пішак · b4 чорна тура · c4 чорний слон · e4 білий пішак | a8 білий кінь · c8 чорний кінь · d8 білий кінь · a7 чорний пішак · f7 білий король · a6 чорний король · e6 чорний пішак · h6 чорний слон · b5 чорний кінь · e5 білий пішак · b4 чорна тура · c4 чорний слон · e4 білий пішак | a8 білий кінь · c8 чорний кінь · d8 білий кінь · a7 чорний пішак · f7 білий король · a6 чорний король · e6 чорний пішак · h6 чорний слон · b5 чорний кінь · e5 білий пішак · b4 чорна тура · c4 чорний слон · e4 білий пішак | a8 білий кінь · c8 чорний кінь · d8 білий кінь · a7 чорний пішак · f7 білий король · a6 чорний король · e6 чорний пішак · h6 чорний слон · b5 чорний кінь · e5 білий пішак · b4 чорна тура · c4 чорний слон · e4 білий пішак | a8 білий кінь · c8 чорний кінь · d8 білий кінь · a7 чорний пішак · f7 білий король · a6 чорний король · e6 чорний пішак · h6 чорний слон · b5 чорний кінь · e5 білий пішак · b4 чорна тура · c4 чорний слон · e4 білий пішак | a8 білий кінь · c8 чорний кінь · d8 білий кінь · a7 чорний пішак · f7 білий король · a6 чорний король · e6 чорний пішак · h6 чорний слон · b5 чорний кінь · e5 білий пішак · b4 чорна тура · c4 чорний слон · e4 білий пішак | a8 білий кінь · c8 чорний кінь · d8 білий кінь · a7 чорний пішак · f7 білий король · a6 чорний король · e6 чорний пішак · h6 чорний слон · b5 чорний кінь · e5 білий пішак · b4 чорна тура · c4 чорний слон · e4 білий пішак | a8 білий кінь · c8 чорний кінь · d8 білий кінь · a7 чорний пішак · f7 білий король · a6 чорний король · e6 чорний пішак · h6 чорний слон · b5 чорний кінь · e5 білий пішак · b4 чорна тура · c4 чорний слон · e4 білий пішак | 5 |
| 4 | a8 білий кінь · c8 чорний кінь · d8 білий кінь · a7 чорний пішак · f7 білий король · a6 чорний король · e6 чорний пішак · h6 чорний слон · b5 чорний кінь · e5 білий пішак · b4 чорна тура · c4 чорний слон · e4 білий пішак | a8 білий кінь · c8 чорний кінь · d8 білий кінь · a7 чорний пішак · f7 білий король · a6 чорний король · e6 чорний пішак · h6 чорний слон · b5 чорний кінь · e5 білий пішак · b4 чорна тура · c4 чорний слон · e4 білий пішак | a8 білий кінь · c8 чорний кінь · d8 білий кінь · a7 чорний пішак · f7 білий король · a6 чорний король · e6 чорний пішак · h6 чорний слон · b5 чорний кінь · e5 білий пішак · b4 чорна тура · c4 чорний слон · e4 білий пішак | a8 білий кінь · c8 чорний кінь · d8 білий кінь · a7 чорний пішак · f7 білий король · a6 чорний король · e6 чорний пішак · h6 чорний слон · b5 чорний кінь · e5 білий пішак · b4 чорна тура · c4 чорний слон · e4 білий пішак | a8 білий кінь · c8 чорний кінь · d8 білий кінь · a7 чорний пішак · f7 білий король · a6 чорний король · e6 чорний пішак · h6 чорний слон · b5 чорний кінь · e5 білий пішак · b4 чорна тура · c4 чорний слон · e4 білий пішак | a8 білий кінь · c8 чорний кінь · d8 білий кінь · a7 чорний пішак · f7 білий король · a6 чорний король · e6 чорний пішак · h6 чорний слон · b5 чорний кінь · e5 білий пішак · b4 чорна тура · c4 чорний слон · e4 білий пішак | a8 білий кінь · c8 чорний кінь · d8 білий кінь · a7 чорний пішак · f7 білий король · a6 чорний король · e6 чорний пішак · h6 чорний слон · b5 чорний кінь · e5 білий пішак · b4 чорна тура · c4 чорний слон · e4 білий пішак | a8 білий кінь · c8 чорний кінь · d8 білий кінь · a7 чорний пішак · f7 білий король · a6 чорний король · e6 чорний пішак · h6 чорний слон · b5 чорний кінь · e5 білий пішак · b4 чорна тура · c4 чорний слон · e4 білий пішак | 4 |
| 3 | a8 білий кінь · c8 чорний кінь · d8 білий кінь · a7 чорний пішак · f7 білий король · a6 чорний король · e6 чорний пішак · h6 чорний слон · b5 чорний кінь · e5 білий пішак · b4 чорна тура · c4 чорний слон · e4 білий пішак | a8 білий кінь · c8 чорний кінь · d8 білий кінь · a7 чорний пішак · f7 білий король · a6 чорний король · e6 чорний пішак · h6 чорний слон · b5 чорний кінь · e5 білий пішак · b4 чорна тура · c4 чорний слон · e4 білий пішак | a8 білий кінь · c8 чорний кінь · d8 білий кінь · a7 чорний пішак · f7 білий король · a6 чорний король · e6 чорний пішак · h6 чорний слон · b5 чорний кінь · e5 білий пішак · b4 чорна тура · c4 чорний слон · e4 білий пішак | a8 білий кінь · c8 чорний кінь · d8 білий кінь · a7 чорний пішак · f7 білий король · a6 чорний король · e6 чорний пішак · h6 чорний слон · b5 чорний кінь · e5 білий пішак · b4 чорна тура · c4 чорний слон · e4 білий пішак | a8 білий кінь · c8 чорний кінь · d8 білий кінь · a7 чорний пішак · f7 білий король · a6 чорний король · e6 чорний пішак · h6 чорний слон · b5 чорний кінь · e5 білий пішак · b4 чорна тура · c4 чорний слон · e4 білий пішак | a8 білий кінь · c8 чорний кінь · d8 білий кінь · a7 чорний пішак · f7 білий король · a6 чорний король · e6 чорний пішак · h6 чорний слон · b5 чорний кінь · e5 білий пішак · b4 чорна тура · c4 чорний слон · e4 білий пішак | a8 білий кінь · c8 чорний кінь · d8 білий кінь · a7 чорний пішак · f7 білий король · a6 чорний король · e6 чорний пішак · h6 чорний слон · b5 чорний кінь · e5 білий пішак · b4 чорна тура · c4 чорний слон · e4 білий пішак | a8 білий кінь · c8 чорний кінь · d8 білий кінь · a7 чорний пішак · f7 білий король · a6 чорний король · e6 чорний пішак · h6 чорний слон · b5 чорний кінь · e5 білий пішак · b4 чорна тура · c4 чорний слон · e4 білий пішак | 3 |
| 2 | a8 білий кінь · c8 чорний кінь · d8 білий кінь · a7 чорний пішак · f7 білий король · a6 чорний король · e6 чорний пішак · h6 чорний слон · b5 чорний кінь · e5 білий пішак · b4 чорна тура · c4 чорний слон · e4 білий пішак | a8 білий кінь · c8 чорний кінь · d8 білий кінь · a7 чорний пішак · f7 білий король · a6 чорний король · e6 чорний пішак · h6 чорний слон · b5 чорний кінь · e5 білий пішак · b4 чорна тура · c4 чорний слон · e4 білий пішак | a8 білий кінь · c8 чорний кінь · d8 білий кінь · a7 чорний пішак · f7 білий король · a6 чорний король · e6 чорний пішак · h6 чорний слон · b5 чорний кінь · e5 білий пішак · b4 чорна тура · c4 чорний слон · e4 білий пішак | a8 білий кінь · c8 чорний кінь · d8 білий кінь · a7 чорний пішак · f7 білий король · a6 чорний король · e6 чорний пішак · h6 чорний слон · b5 чорний кінь · e5 білий пішак · b4 чорна тура · c4 чорний слон · e4 білий пішак | a8 білий кінь · c8 чорний кінь · d8 білий кінь · a7 чорний пішак · f7 білий король · a6 чорний король · e6 чорний пішак · h6 чорний слон · b5 чорний кінь · e5 білий пішак · b4 чорна тура · c4 чорний слон · e4 білий пішак | a8 білий кінь · c8 чорний кінь · d8 білий кінь · a7 чорний пішак · f7 білий король · a6 чорний король · e6 чорний пішак · h6 чорний слон · b5 чорний кінь · e5 білий пішак · b4 чорна тура · c4 чорний слон · e4 білий пішак | a8 білий кінь · c8 чорний кінь · d8 білий кінь · a7 чорний пішак · f7 білий король · a6 чорний король · e6 чорний пішак · h6 чорний слон · b5 чорний кінь · e5 білий пішак · b4 чорна тура · c4 чорний слон · e4 білий пішак | a8 білий кінь · c8 чорний кінь · d8 білий кінь · a7 чорний пішак · f7 білий король · a6 чорний король · e6 чорний пішак · h6 чорний слон · b5 чорний кінь · e5 білий пішак · b4 чорна тура · c4 чорний слон · e4 білий пішак | 2 |
| 1 | a8 білий кінь · c8 чорний кінь · d8 білий кінь · a7 чорний пішак · f7 білий король · a6 чорний король · e6 чорний пішак · h6 чорний слон · b5 чорний кінь · e5 білий пішак · b4 чорна тура · c4 чорний слон · e4 білий пішак | a8 білий кінь · c8 чорний кінь · d8 білий кінь · a7 чорний пішак · f7 білий король · a6 чорний король · e6 чорний пішак · h6 чорний слон · b5 чорний кінь · e5 білий пішак · b4 чорна тура · c4 чорний слон · e4 білий пішак | a8 білий кінь · c8 чорний кінь · d8 білий кінь · a7 чорний пішак · f7 білий король · a6 чорний король · e6 чорний пішак · h6 чорний слон · b5 чорний кінь · e5 білий пішак · b4 чорна тура · c4 чорний слон · e4 білий пішак | a8 білий кінь · c8 чорний кінь · d8 білий кінь · a7 чорний пішак · f7 білий король · a6 чорний король · e6 чорний пішак · h6 чорний слон · b5 чорний кінь · e5 білий пішак · b4 чорна тура · c4 чорний слон · e4 білий пішак | a8 білий кінь · c8 чорний кінь · d8 білий кінь · a7 чорний пішак · f7 білий король · a6 чорний король · e6 чорний пішак · h6 чорний слон · b5 чорний кінь · e5 білий пішак · b4 чорна тура · c4 чорний слон · e4 білий пішак | a8 білий кінь · c8 чорний кінь · d8 білий кінь · a7 чорний пішак · f7 білий король · a6 чорний король · e6 чорний пішак · h6 чорний слон · b5 чорний кінь · e5 білий пішак · b4 чорна тура · c4 чорний слон · e4 білий пішак | a8 білий кінь · c8 чорний кінь · d8 білий кінь · a7 чорний пішак · f7 білий король · a6 чорний король · e6 чорний пішак · h6 чорний слон · b5 чорний кінь · e5 білий пішак · b4 чорна тура · c4 чорний слон · e4 білий пішак | a8 білий кінь · c8 чорний кінь · d8 білий кінь · a7 чорний пішак · f7 білий король · a6 чорний король · e6 чорний пішак · h6 чорний слон · b5 чорний кінь · e5 білий пішак · b4 чорна тура · c4 чорний слон · e4 білий пішак | 1 |
|   | a | b | c | d | e | f | g | h |   |

b) →c5, c) →d7, d) →b8

a) 1. Ta4  Sb7 2.  Ta5  Sc5#
b) 1. Le3 Sb6 2. Ld4 Sd7#
c) 1. Lg5 Sc6 2. Ld8 Sb8#
d) 1. Ld5 Sc7 2. La8 Sa6#
В цій задачі самбірські близнюки виражені в циклічній формі.